# البوندسرات
المجلس الاتحادي الألماني هو الهيئة التشريعية التي تمثل الولايات الستة عشر لألمانيا. فقد مقعدها في البيت البروسي اللوردات السابق في برلين.
المجلس الاتحادي يشارك في التشريع، جنبا إلى جنب مع من البوندستاغ، تمثيل منتخب انتخابا مباشرا من الشعب الألماني، مع القوانين التي تؤثر على الدولة والاختصاصات كافة التغييرات الدستورية التي تتطلب موافقة من الجسم يعمل بالمثل، وكثيرا ما يقال أنه المجلس الأعلى مثل مجلس الشيوخ الأمريكي أو مجلس الاتحاد الروسي أو مجلس اللوردات في المملكة المتحدة، على الرغم من أن الدستور الألماني لا تعلن البوندستاغ والبوندسرات لتشكيل مجلسي برلمان من مجلسين (كلمة «البرلمان» لا تظهر حتى في الدستور). رسميا، ويشار إليه عادة باسم «هيئة دستورية» إلى جانب البوندستاغ، الرئيس والحكومة والمحكمة الدستورية الاتحادية.
كان بالفعل اسم الهيئات المماثلة في الاتحاد الألماني الشمالي (1867) والإمبراطورية الألمانية (1871): Bundesrath (البوندسرات، وفقا لإصلاح الهجاء العام من 1901 على). في 1919-1933/1934 كان اسم Reichsrat.

## تكوين
تكوين المجلس الاتحادي يختلف عن سائر الهيئات التشريعية التي تمثل الدول مماثلة (مثل مجلس الاتحاد الروسي أو مجلس الشيوخ الأمريكي). غير منتخبة، إما أعضاء الاتحادي بالاقتراع الشعبي أو من قبل الدولة، ولكن البرلمانات وتفويض من قبل حكومة الولاية المعنية.
عادة، وفدا يتكون من دولة رئيس الوزراء (عمدة الأولى في بريمن وهامبورغ، عمدة إدارة برلين) وغيرها من وزراء الحكومة (مجلس الشيوخ في الولايات المدينة). يجوز لمجلس الوزراء تعيين وفود الدولة يصل إلى أن الدولة لديها أصوات (عادة يتم تعيين جميع الوزراء الآخرين / أعضاء مجلس الشيوخ ونواب المندوبين)، ولكن قد ترسل أيضا مجرد مندوب واحد لممارسة جميع أصوات الولاية. في أي حال، فإن الدولة لديها الإدلاء بأصواته الكتلة EN، أي دون تقسيم التصويت. لأنها لا تنسق انتخابات الولايات في ألمانيا ويمكن أن تحدث في أي وقت، ويمكن للتوزيعات الأغلبية في المجلس الاتحادي بعد تغيير أي انتخابات من هذا القبيل.
ويستند عدد من الأصوات يتم تخصيص الدولة على شكل التناسب التناقضية وفقا لعدد سكانها. بهذه الطريقة، أصغر الدول لديها المزيد من الأصوات من التوزيع النسبي للسكان يمنح. وينظم توزيع الأصوات من قبل الدستور (Grundgesetz). ويلقي كل من الأصوات للدولة ككل، إما لصالح أو ضد أو امتناع في الاقتراح. يتم تخصيص كل ولاية على الأقل ثلاثة أصوات، وبحد أقصى ست سنوات. الدول التي لديها أكثر من
- 2 مليون نسمة لديها 4 أصوات،
- 6 مليون نسمة لديها 5 أصوات،
- 7 مليون نسمة لديها 6 أصوات.

هذا التخصيص من الأصوات يتفق تقريبا مع طريقة بنروز يعتمد على نظرية اللعبة، والتي تم تطبيقها على حساب العمود الأخير في الجدول أدناه.

## التصويت
وعلى النقيض من العديد من الهيئات التشريعية الأخرى، ويلزم المندوبين إلى المجلس الاتحادي من أي دولة واحدة للإدلاء الأصوات للدولة باعتبارها كتلة واحدة (منذ الأصوات ليست تلك من مندوب المعنية). إذا كان أعضاء وفد التصويت مختلفة ثم التصويت كاملة من الدولة المعنية غير صالح.
مندوبي دولة متساوية مع الآخر، في المجلس الاتحادي، وبالتالي الوزراء الرئيس ليس لديه حقوق خاصة مقارنة مع وزرائه. ولكن من الممكن (وحتى العرفي) أن واحدا من المندوبين (وStimmführer، «زعيم أصوات» - عادة وزير للرئيس) يلقي كل أصوات الولاية منها، حتى لو كان الأعضاء الآخرين في وفد موجودة.
لأن الحكومات الائتلافية شائعة، للدول أن تختار في كثير من الأحيان إلى الامتناع عن التصويت إذا التحالف لا يستطيعون الاتفاق على موقف. باعتبار أن كل قرار المجلس الاتحادي يتطلب الأغلبية المطلقة لأصوات جميع الدول، الامتناع له نفس التأثير كما التصويت ضد الاقتراح.
بين عامي 1949 و1990، برلين الغربية ومثل من أربعة أعضاء، تنتخبهم في مجلس الشيوخ، ولكن نظرا لفي المدينة غامضة الوضع القانوني، فإنها لم يكن لديهم حق التصويت.

## رئاسة
الرئيس أو رئيس هو رئيس المجلس الاتحادي ("Bundesratspräsident")، الذي هو 4th في ترتيب الأسبقية الألماني بعد الرئيس الاتحادي، ورئيس البرلمان، والمستشار أمام رئيس المحكمة المحكمة الدستورية الاتحادية.
وقد جرت العادة أن الرئاسة بالتناوب سنويا بين رئيس الوزراء ق كل من الفدرالية «المقاطعات» (الأمريكية). رئيس المجلس الاتحادي تعقد وترأس الجلسات العامة للهيئة ويكون مسؤولا رسميا عن تمثيل جمهورية ألمانيا الاتحادية في مسائل المجلس الاتحادي. وساعد عليه من قبل نواب الرئيس اللذين تلعب دورا استشاريا وينتدب في غياب الرئيس، وسلف الرئيس الحالي هو أولا، خلفه النائب الثاني للرئيس. الثلاثة معا يشكلون اللجنة التنفيذية الاتحادي.

## الهيكل التنظيمي

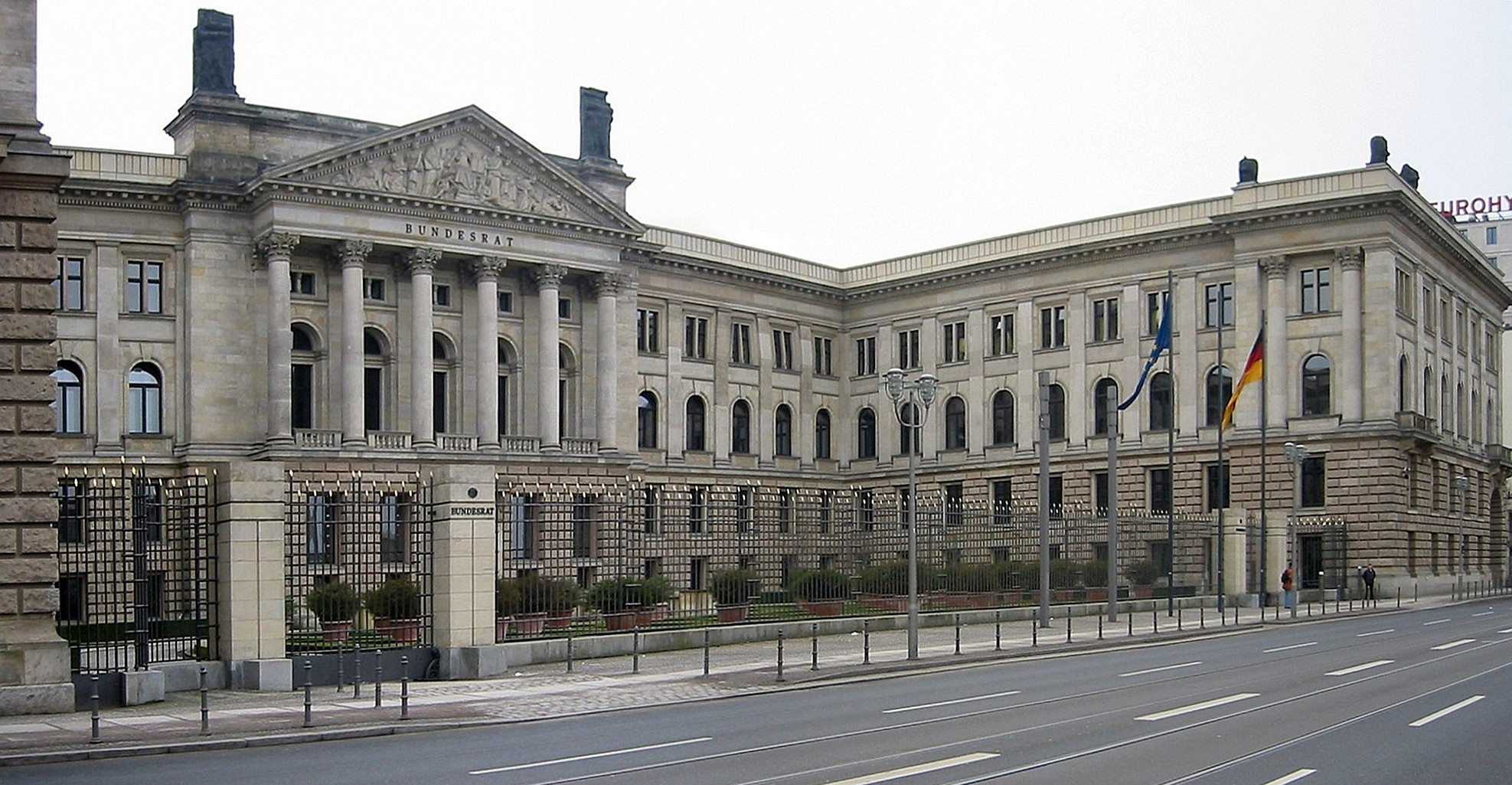
وبروسيا مجلس اللوردات على ليبزيغر شتراسه، مقر المجلس الاتحادي.

لأن ذلك هو المجلس الاتحادي أصغر بكثير من البوندستاغ، أنها لا تتطلب بنية واسعة التنظيمي للالبوندستاغ. المجلس الاتحادي جداول الجلسات العامة عادة مرة واحدة في الشهر لغرض التصويت على التشريعات أعد اللجنة. وبالمقارنة، فإن حوالي خمسين البوندستاغ تجري الجلسات العامة في السنة. المندوبين الاتحادي التصويت أنفسهم نادرا ما يحضر جلسات اللجنة، بدلا من ذلك، فإنهم يفوضون تلك المسؤولية لموظفي الخدمة المدنية من وزاراتهم، كما هو مسموح به في القانون الأساسي. المندوبون أنفسهم يميلون إلى قضاء معظم وقتهم في عواصم ولاياتهم، وليس في العاصمة الاتحادية. يتم اعتماد وفود من Landesvertretungen، التي تعمل أساسا مثل السفارات من الدول في العاصمة الاتحادية.

## المهام
السلطة التشريعية من المجلس الاتحادي يخضع لتلك التي البوندستاغ، ولكن مع ذلك أنه يلعب دورا حيويا التشريعية. يجب على الحكومة الفيدرالية تقديم كافة المبادرات التشريعية أول من المجلس الاتحادي؛ بعد ذلك فقط يمكن اقتراح تمريرها إلى البرلمان الألماني.
علاوة على ذلك، يجب أن يوافق المجلس الاتحادي جميع التشريعات التي تؤثر على مجالات السياسات التي القانون الأساسي يمنح سلطات المقاطعات المتزامنة والتي يجب أن تدير الإقليم الأنظمة الاتحادية. هذه الموافقة (Zustimmung) يتطلب أغلبية أصوات المستعملة بنشاط «نعم»، بحيث ائتلاف دولة ذات رأي مقسمة على مشروع قانون أصوات - عن طريق امتناعه عن التصويت - بشكل فعال ضد مشروع القانون. وزاد المجلس الاتحادي مسؤولياتها التشريعية مع مرور الوقت بالقول بنجاح لواسع، بدلا من الضيق، وتفسير ما يشكل مجموعة من التشريعات التي تمس مصالح الأرض. في عام 1949، 10٪ فقط من جميع القوانين الاتحادية، أي تلك التي تؤثر بشكل مباشر على الإقليم، والموافقة الاتحادي المطلوبة. في عام 1993 يتطلب ما يقرب من 60 في المئة من التشريعات الاتحادية موافقة المجلس الاتحادي لل. القانون الأساسي على المجلس الاتحادي أيضا مع حق النقض المطلق لتلك التشريعات.
التعديلات الدستورية تتطلب موافقة أغلبية مع 3/2 المؤرخ جميع الأصوات في البرلمان الألماني الاتحادي و، مما يعطي المجلس الاتحادي على حق النقض ضد تعديل دستوري مطلق.
ضد جميع التشريعات الأخرى المجلس الاتحادي لديه حق النقض إيقافي (Einspruch)، والتي يمكن أن يتم تجاوز ذلك بتمرير القانون مرة أخرى، ولكن هذه المرة مع 50٪ زائد صوت واحد من جميع أعضاء البرلمان، وليس فقط عن طريق أغلبية الأصوات المدلى بها، وهو متكررة في مجال الأعمال التجارية اليومية البرلمانية. لأنه يتم تمرير معظم التشريعات من قبل التحالف الذي لديه مثل أغلبية مطلقة في البرلمان الألماني، وهذا النوع من حق النقض إيقافي يتوقف نادرا التشريع. كما حكم المضافة، ومع ذلك، اعترض على القانون بأغلبية في 2/3 يجب أن يتم تمرير مرة أخرى بأغلبية 3/2 في البوندستاغ. وEinspruch ديه لتمريرها مع أصوات بالموقع «لا»، بحيث يمتنع أحد عن التصويت بمثابة تصويت ضد الاعتماد حق النقض، ط. ه. للموافقة على مرور القانون.
إذا تم استخدام حق النقض المطلق، لا يمكن للالاتحادي، البوندستاغ، أو الحكومة عقد لجنة مشتركة للتفاوض على حل وسط. لا يمكن أن يتم تعديل وتسوية مطلوبة مجلسي (البرلمان الاتحادي و) لاجراء تصويت نهائي على تسوية كما هو.
السلطة السياسية حق النقض المطلق هو واضح خصوصا عندما يكون الطرف أو الأطراف المعارضة في البرلمان لديها أغلبية في المجلس الاتحادي، الذي كان باستمرار حالة تقريبا بين عامي 1991 و2005. كلما حدث ذلك، يمكن أن المعارضة تهدد برنامج الحكومة التشريعي. يمكن هذا التقسيم للسلطة تعقيد عملية الحكم عندما نختلف الأحزاب الرئيسية، وعلى عكس البرلمان، لا يمكن أن تحل المجلس الاتحادي تحت أي ظرف من الظروف. الجمود مثل هذه لا تختلف عن تلك التي قد يكون من ذوي الخبرة تحت المعاشرة في بلدان أخرى.

## نقد
بعض المراقبين التأكيد على أن الأغلبية مختلفة في المجلسين ضمان أن جميع التشريعات وعند الموافقة عليها، يحظى بدعم واسع الطيف السياسي A-السمة قيمة خاصة في أعقاب التوحيد، عندما توافق في الآراء بشأن القرارات السياسية الهامة هو أمر حيوي. التمثيل الرسمي للولايات في الحكومة الاتحادية من خلال المجلس الاتحادي يوفر المنتدى واضحة لتنسيق السياسات بين الولايات والحكومة الاتحادية. أصبحت الحاجة لهذا التنسيق، لا سيما بالنظر إلى معينة، والاحتياجات الحيوية لدول الشرق، فقط أكثر أهمية.
المجلس الاتحادي بمثابة آلية التحكم في البوندستاغ، بمعنى وجود نظام للضوابط والتوازنات. منذ مترابطة ترابطا وثيقا وظائف التنفيذية والتشريعية في أي نظام برلماني، يمكن أن ينظر إلى قدرة المجلس الاتحادي لإعادة النظر وتبطئ العمليات التشريعية وتعويض تلك الخسارة من الانفصال.
المراقبون أخرى الادعاء بأن أغلبية معارضة يؤدي إلى زيادة في السياسة خلف الكواليس، حيث مجموعات صغيرة من الطبقة العالية قادة جعل جميع القرارات الهامة وممثلي البرلمان لديهم خيار سوى بين الاتفاق معها أو الحصول على أي شيء لا يتم في جميع. كان الألماني «لجنة الفيدرالية» النظر في هذه المسألة وغيرها. كانت هناك اقتراحات متكررة لاستبدال المجلس الاتحادي مع مجلس الشيوخ المنتخبين على غرار الولايات المتحدة، [بحاجة لمصدر] التي من شأنها أن ينتخب في نفس تاريخ البوندستاغ. هذا ومن المؤمل زيادة شعبية المؤسسة، والحد من نفوذ البيروقراطية على أرض التشريعات، [بحاجة لمصدر] جعل معارضة الأغلبية أقل احتمالا، وجعل العملية التشريعية أكثر شفافية، ووضع معايير جديدة عموما من الديمقراطية، بدلا من القيادة البيروقراطية.

## التاريخ
تأسست أول المجلس الاتحادي الألماني، جنبا إلى جنب مع الإمبراطورية الألمانية، في عام 1871، لتحل محل هيئة الذي يحمل نفس الاسم ونفس المهام مع في شمال ألمانيا الاتحاد. مع فايمار الدستور، تم استبداله في عام 1919 من قبل Reichsrat (1919-1934).
المندوبين إلى المجلس الاتحادي الأصلي لتلك إلى Reichsrat، في حين تعينهم حكومات الدول فقط كما هو الحال اليوم، كانت عادة كبار موظفي الخدمة المدنية، وليس أعضاء الحكومة. وكان المجلس الاتحادي الأصلي قوية جدا: كل مشروع قانون يلزم موافقتها، مما يجعلها مساوية لالمنتخبة من قبل الشعب الرايخستاغ. ويمكن أيضا، جنبا إلى جنب مع الإمبراطور، حل الرايخستاج.
كان Reichsrat من جمهورية فايمار تأثير أقل بكثير، لأنه يمكن أن الاعتراض فقط الفواتير وحتى ذلك الحين يمكن تجاوزها بقرار من الرايخستاغ. ومع ذلك، ونقض Reichsrat حاجة إلى أغلبية الثلثين في مجلس النواب الألماني انشقت إلى أحزاب عديدة. لذلك في معظم الحالات على مشروع قانون اعترض من قبل على نحو فعال Reichsrat توفي بسبب عدم وجود عدد كاف من الأصوات في مجلس النواب الألماني على نقض النقض.
وكان تشكيل المجلس الاتحادي، 1871-1919،:
| دولة                 | تلاحظ                                   | أصوات |
| بروسيا               | (بما في ذلك الولايات ضمتها في عام 1866) | 17    |
| بافاريا              |                                         | 6     |
| ساكسونيا             |                                         | 4     |
| فورتمبرغ             |                                         | 4     |
| بادن                 |                                         | 3     |
| هيس                  |                                         | 3     |
| مكلنبورغ-شفرين       |                                         | 2     |
| برونزويك             |                                         | 2     |
| 17 صغيرة ولايات أخرى | مع كل 1 صوت                             | 17    |
| الألزاس واللورين     | بعد 1911                                | 3     |
| مجموع                |                                         | 61    |

## وصلات خارجية
- Bundesrat (Germany)
- Members of the Bundesrat (German Wikipedia)